# Poniatów (Sieradz)
Pour les articles homonymes, voir Poniatów.
Poniatów est une localité polonaise de la gmina de Goszczanów, située dans le powiat de Sieradz en voïvodie de Łódź.